# Свети Никола (Балин дол)
Вижте пояснителната страница за други значения на Свети Никола.
„Свети Никола“ (на македонска литературна норма: „Свети Никола“) е късновъзрожденска църква в горноположкото село Балин дол, Северна Македония, част от Тетовско-Гостиварската епархия на Македонската православна църква – Охридска архиепископия.
Църквата е гробищен храм и е разположена в самия край на селото, на малък хълм в подножието на Сува гора. Изградена е около 1900 година на мястото на по-малка църква. Според други сведения е изградена в 1866 година. Осветена е от митрополит Неофит Скопски в 1910 - 1911 година.
В началото на XXI век е обновена и в двора е изградена трапезария.